# Grot van Nieuw Athos
De Grot van Nieuw Athos (Georgisch: ახალი ათონის მღვიმე; Abchazisch: Афон Ҿыцтәи аҳаҧы; Russisch: Новоафонская пещера) is een karsten grot in de berg de Iveria, bij Nieuw Athos in Abchazië, Georgië. Met een inhoud van ongeveer 1.000.000 m³ is het een van de grootste grotten ter wereld. De grot werd ontdekt in 1961, door Zurab Tintilozov, Arsen Okrojanashvili, Boris Gergedava en Givi Smyr. Sinds 1975 is het een toeristische attractie en heeft het een eigen metro.

## Galerij

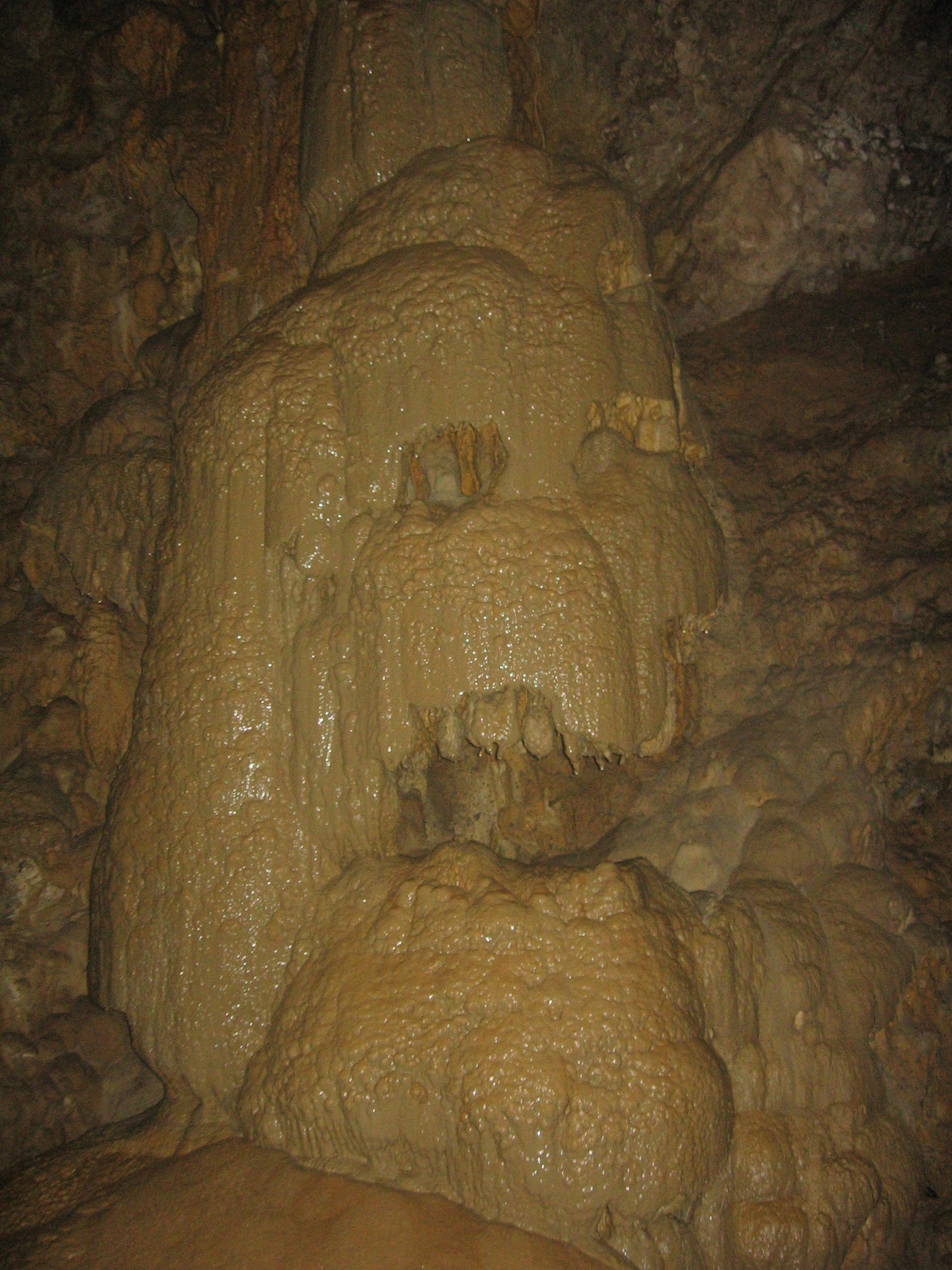
Het Skelet
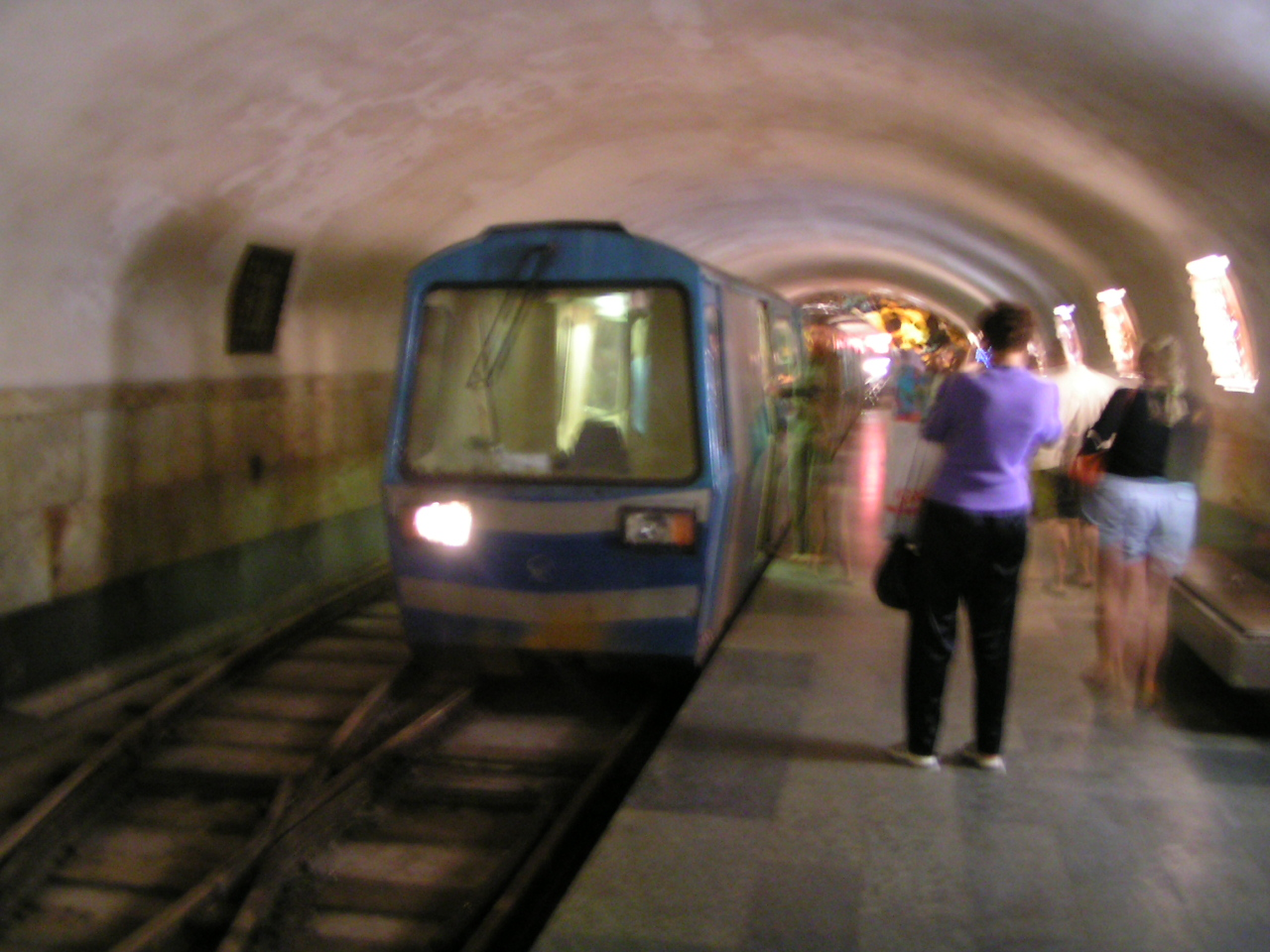
Metro van de grot
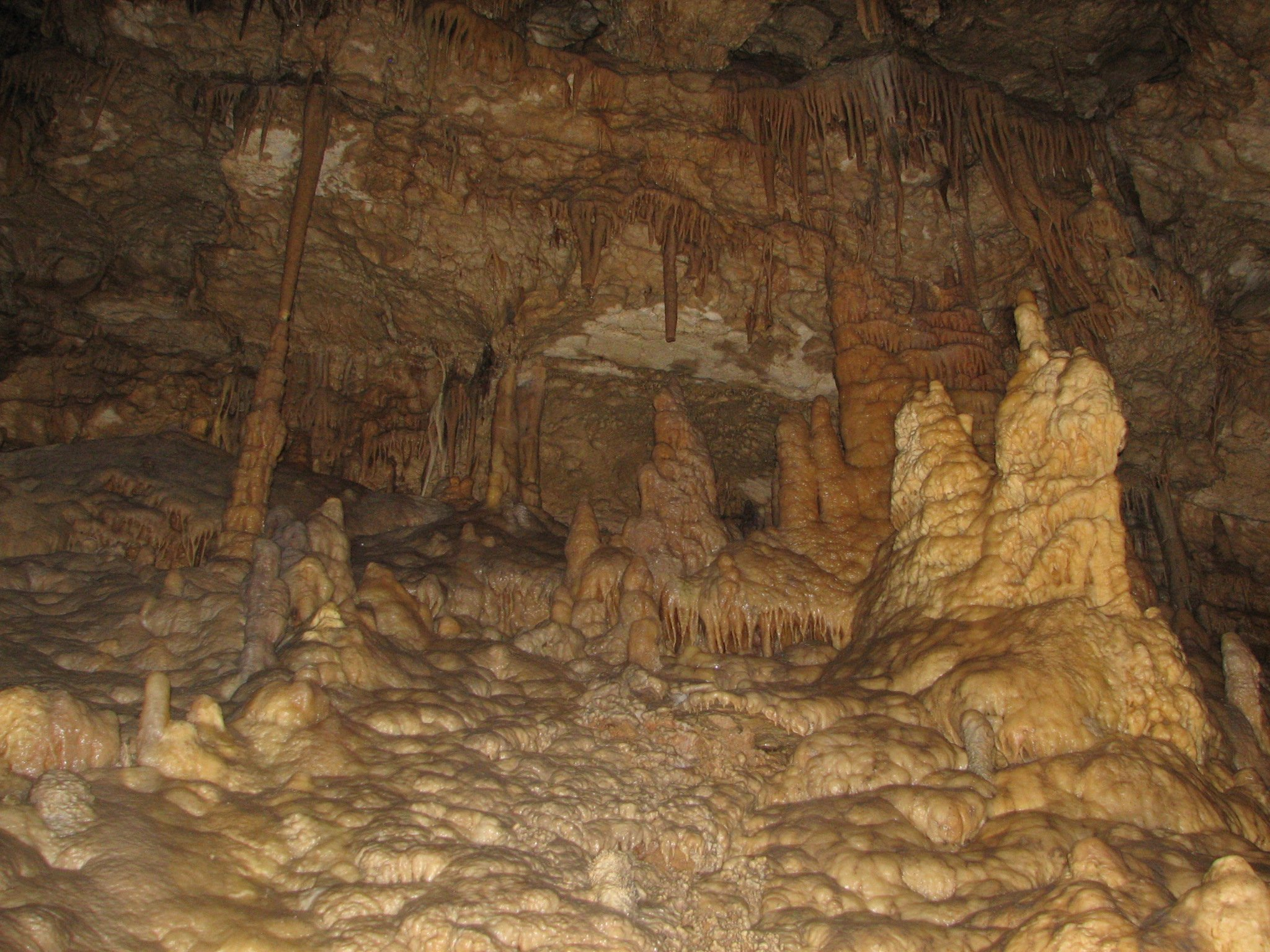
Stalactieten
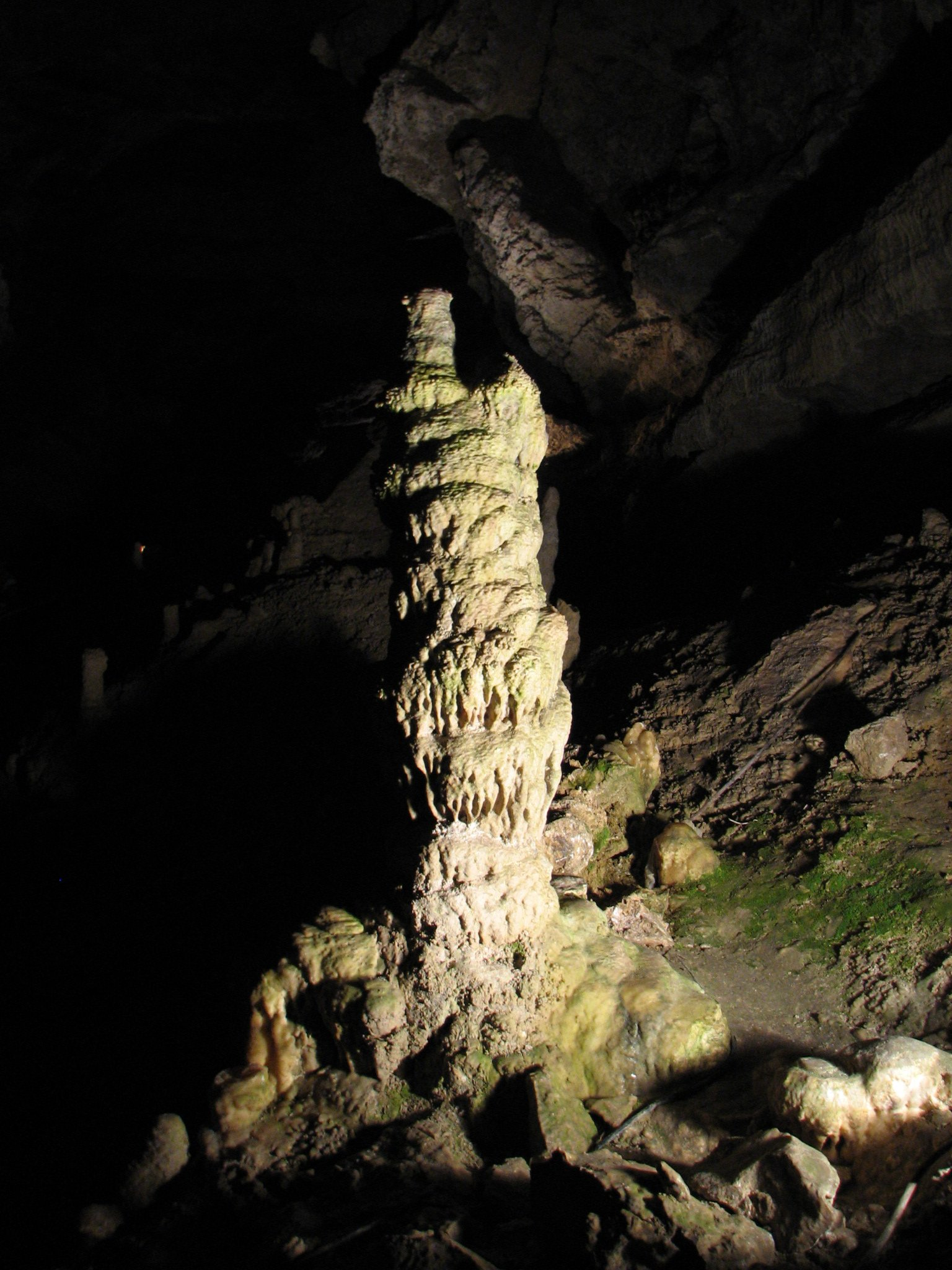
Stalagmiet